# Cueva de Bacinete
La cueva de Bacinete es un monumento prehistórico situado en Los Barrios (Cádiz) España. 
La cueva pertenece al conjunto de arte rupestre denominado arte sureño, que se encuentra en el sur de Andalucía. Este abrigo está situado en un paisaje de excepcional belleza, dentro del parque natural Los Alcornocales.

## Características
Se caracteriza por la gran cantidad de pinturas rupestres, sobre todo de representaciones de cuadrúpedos y antropomorfos. La mayoría de estas figuras datan del Calcolítico y de la Edad del Bronce.

## Conservación
Sorprendentemente a pesar de su riqueza artística, la Junta de Andalucía no ha habilitado posibilidad de visitas públicas y su protección es altamente deficiente, lo que provocó que sufriera graves daños en 2019.